# I Didn't Want to Need You
I Didn't Want to Need You è un singolo del gruppo rock statunitense Heart, pubblicato nel 1990 ed estratto dall'album Brigade.
La canzone è stata scritta da Diane Warren.

## Classifiche
| Classifica (1990) | Posizione massima |
| ----------------- | ----------------- |
| Italia            | 35                |
| Regno Unito       | 47                |
| Stati Uniti       | 23                |